# Phare de Bøkfjord
Le phare de Bøkfjord  (en norvégien : Bøkfjord fyr) est un  phare côtier situé à l'embouchure de Bøkfjorden (en), un fjord de la commune de Sør-Varanger, dans le comté de Finnmark (Norvège).
Il est géré par l'Administration côtière norvégienne (en norvégien : Kystverket). Il est classé monument historique par le Riksantikvaren depuis 1998.

## Histoire
Le phare a été établi en 1910, et reconstruit en 1947-1948, après avoir été détruit pendant la Seconde Guerre mondiale. C'était la dernière station de signalisation maritime dotée de personnel jusqu'en 2006, année de son automatisation. Il est équipé d'un Radar Racon émettant la lettre B.
Il est situé à l'entrée est du fjord de Bøkfjord, à environ 10 km de la frontière russe. Le site est uniquement accessible par bateau et il est fermé au public.

## Description
Le phare  est une tour cylindrique en béton de 10 mètres de haut, avec une galerie et une lanterne, attenante à une maison de gardiens de deux étages. Le phare est peint en blanc et la lanterne en rouge. Il émet, à une hauteur focale de 33 mètres, deux éclats blancs toutes les 15 secondes. Sa portée nominale est de 16,2 milles nautiques (environ 30 km).
Identifiant : ARLHS : SVA-064 ; NF-9825 - Amirauté : L4276 - NGA : 14828 .

### Lien connexe
- Liste des phares de Norvège